# Radio Heimat (Film)
Radio Heimat (Gesamttitel: Frank Goosens Radio Heimat. Damals war auch scheiße!) ist eine deutsche Filmkomödie über das Erwachsenwerden im Ruhrgebiet der 1980er Jahre. Das Drehbuch basiert auf Kurzgeschichten aus dem Buch Radio Heimat von Frank Goosen.

## Handlung
Vier jugendliche Freunde, Frank, Spüli, Mücke und Pommes, versuchen Kontakte zum weiblichen Geschlecht aufzunehmen. Im Ruhrpott der 80er Jahre ist das nicht so einfach. Die Ratschläge der Eltern und Lehrer sind für die vier Freunde in dieser Situation nur wenig hilfreich. Frank würde gerne bei der hübschen Carola landen und auch für die anderen drei gibt es eindrucksvolle Begegnungen mit möglichen Partnerinnen. Nun müssen sich die vier Halbstarken etwas einfallen lassen, aber Tanzeinlagen und Überlegungen, durch Musizieren Eindruck zu erwecken, führen nicht zum gewünschten Erfolg.

## Hintergrund
Matthias Kutschmann war bisher hauptsächlich für seine Regiearbeiten mit dem Ensemble des Geierabends in Dortmund und für seine Kurzfilme bekannt. Mit Radio Heimat feierte er nicht nur sein Debüt als Regisseur eines abendfüllenden Spielfilms, sondern steuerte auch das Drehbuch nach Motiven der Kurzgeschichten von Frank Goosen bei. In dem Band Radio Heimat – Geschichten von zuhause veröffentlichte Goosen 45 Kurzgeschichten aus dem Ruhrpott und über seine Heimatstadt Bochum. Der im Jahr 1966 geborene Autor war Anfang der 80er Jahre selbst noch ein Jugendlicher. Aus den humoristischen Kurzgeschichten, die zwar alle das Ruhrgebiet zum Schauplatz, aber keine durchgängigen Protagonisten haben, musste erst ein zusammenhängender Erzählstrang geflochten werden. Anleitungen dazu bot auch Frank Goosens autobiographischer Roman Mein Ich und sein Leben. Diesem Band ist auch die Rolle des Ich-Erzählers „Frank“ in dem Film Radio Heimat entnommen.

## Produktion
Gedreht wurde Radio Heimat vom Juni bis August 2015 fast ausschließlich an Schauplätzen in Nordrhein-Westfalen. Gefördert wurde die Produktion von der Film- und Medienstiftung NRW, der Filmförderungsanstalt (FFA) und dem Deutschen Filmförderfonds (DFFF). Radio Heimat wird vom Concorde Filmverleih, einem Unternehmen der Tele München Gruppe vertrieben.
Die vier Freunde werden im Film immer wieder mit Fernsehauftritten der damals bekannten Showgrößen wie Gunter Gabriel, Ilja Richter, Hans-Joachim Kulenkampff oder Vico Torriani konfrontiert, die den in den 80er Jahren vorherrschenden Zeitgeist und Publikumsgeschmack widerspiegeln.
Die Premiere fand am 10. November 2016 gleichzeitig in fünf Sälen der UCI Kinowelt im Ruhr-Park in Bochum statt. Kinostart in Deutschland war am 17. November 2016.

## Kritiken
Sascha Westphal von der Redaktion des Online-Portals Filmstarts vergleicht Radio Heimat mit dem Film Junges Licht des Regisseurs Adolf Winkelmann, der sich ebenfalls mehrfach mit der Geschichte des Ruhrpotts beschäftigt hat: „Winkelmann zitiert das Vertraute, um es schließlich zu transzendieren. Eine solche Ambition hat der Drehbuchautor, Regisseur und Kabarettist Matthias Kutschmann nicht. Sein Kinodebüt „Radio Heimat“, eine freie Adaption von einzelnen Motiven aus den Kurzgeschichten Frank Goosens, will nur eins: die Erwartungen erfüllen, die sich an eine im Ruhrgebiet spielende Teenie-Komödie knüpfen.“
Birgit Roschy von epd Film beschreibt die Archivaufnahmen von Zechen und „alter Bergarbeiterherrlichkeit“, die dem Film Lokalkolorit und Nostalgie verleihen sollen: „So gibt es wunderbar aufgespießte und ausstaffierte Wiedererkennungsmomente mit Gänsehautgarantie. Doch inhaltlich kommt dieser Coming-of-Age-Film kaum je über den Eindruck eines bewegten Fotoalbums der frühen Achtziger hinaus.“
Die Deutsche Film- und Medienbewertung FBW in Wiesbaden verlieh dem Film das Prädikat wertvoll.